# Маршалковская улица
Маршалко́вская улица (пол. ulica Marszałkowska) — одна из главных магистралей в историческом центре Варшавы. Связывает Банковскую площадь на севере и площадь Люблинской унии на юге.

## История
Вопреки иногда встречающимся в последние десятилетия домыслам о связи названия улицы с маршалом Польши Юзефом Пилсудским (1867—1935), улица ещё до его рождения была поименована в честь маршалка великого коронного Франтишека Белинского (1683—1766). Улица была проложена при участии этого государственного деятеля Польши в 1757 году. В то время она была несколько короче, и шла от Королевской улицы до улицы Видока (Widok).
Улица была почти полностью разрушена после Варшавского восстания 1944 года. Её восстановление и реконструкция в послевоенное время совпало с эпохой социалистического реализма, что отразилось на формировании её обновлённого архитектурного облика.

## Галерея

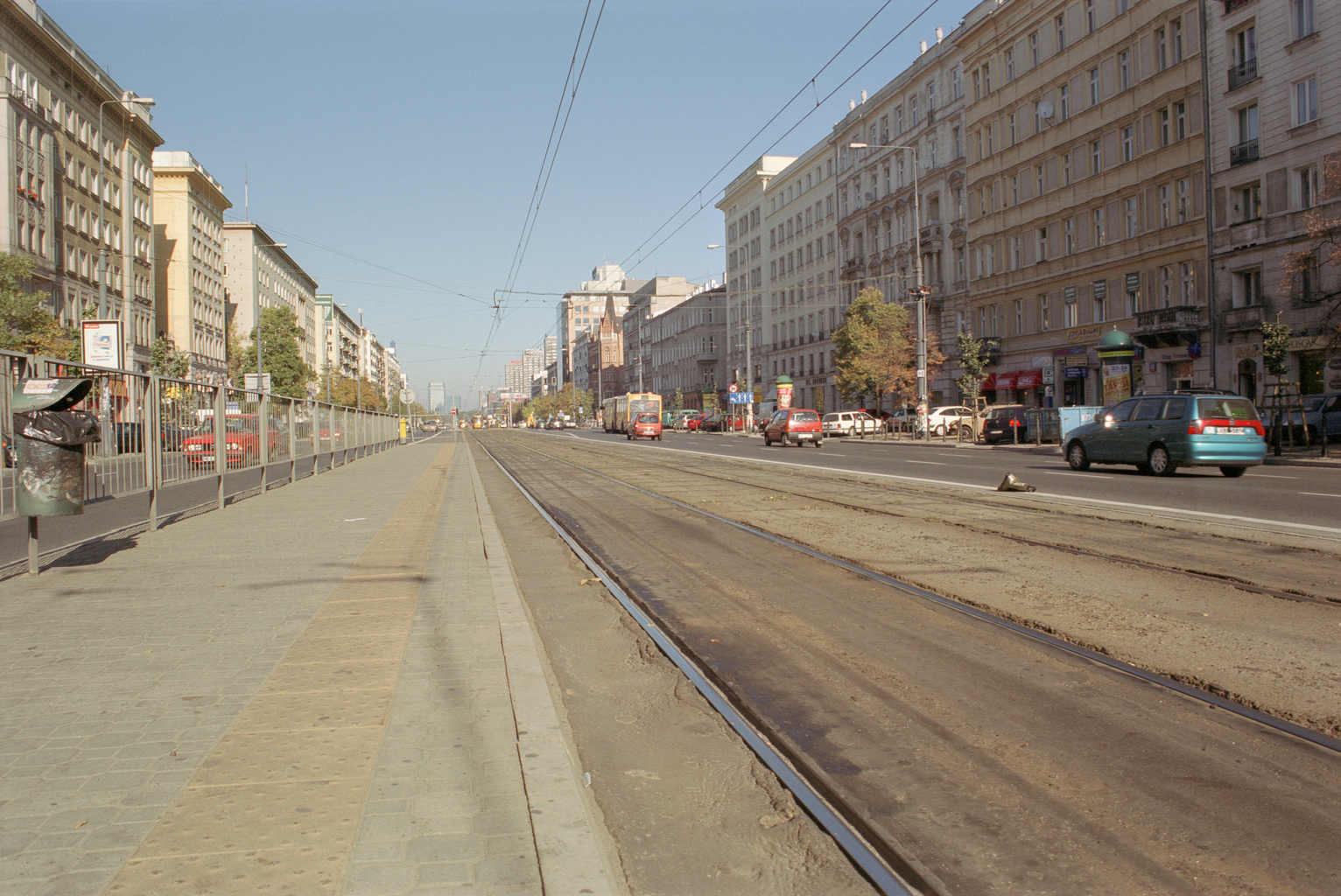
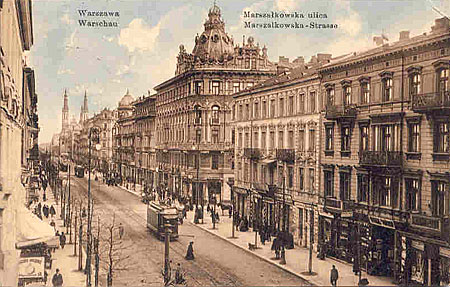
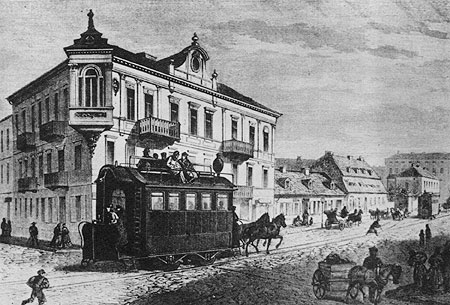
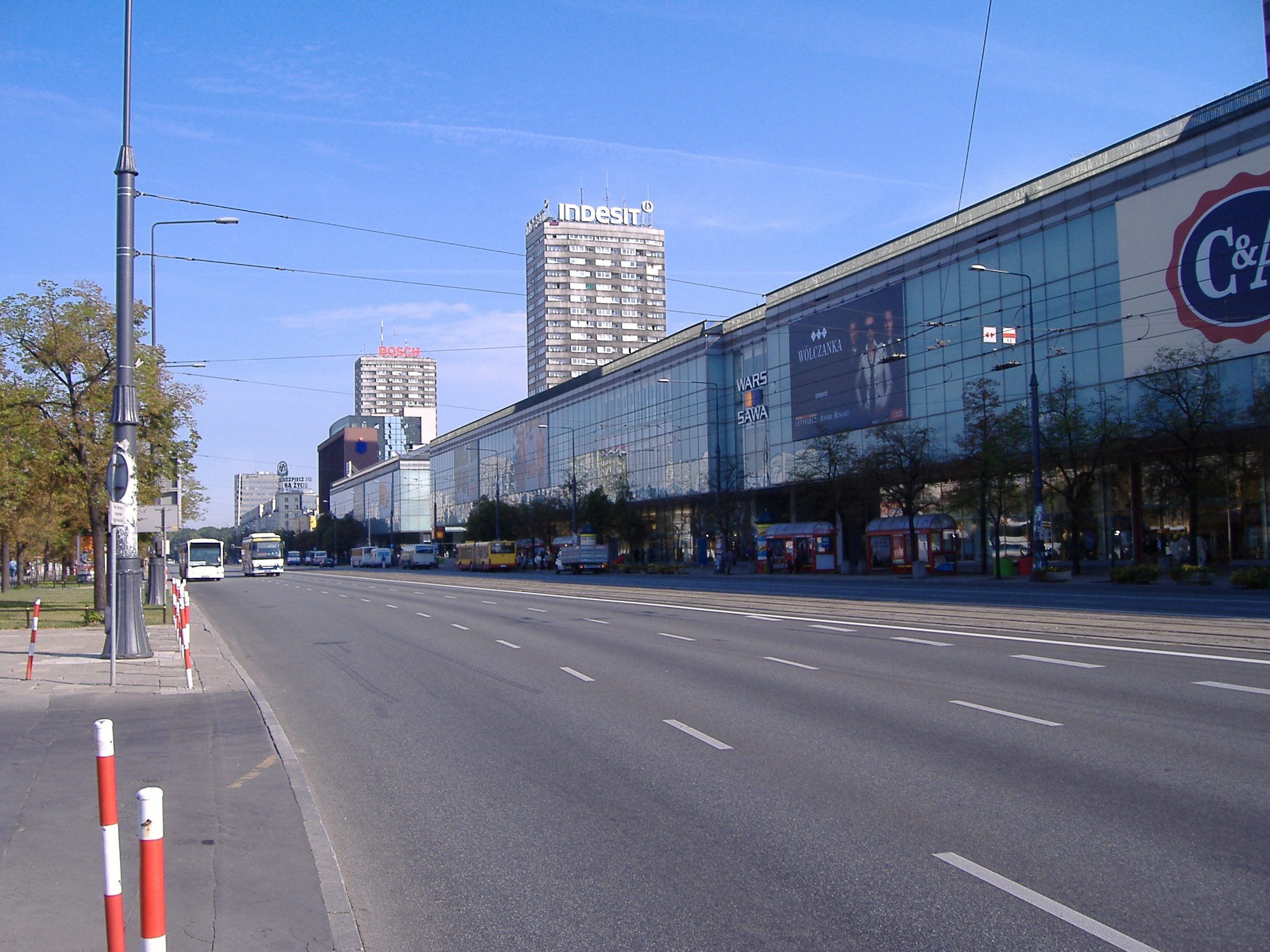
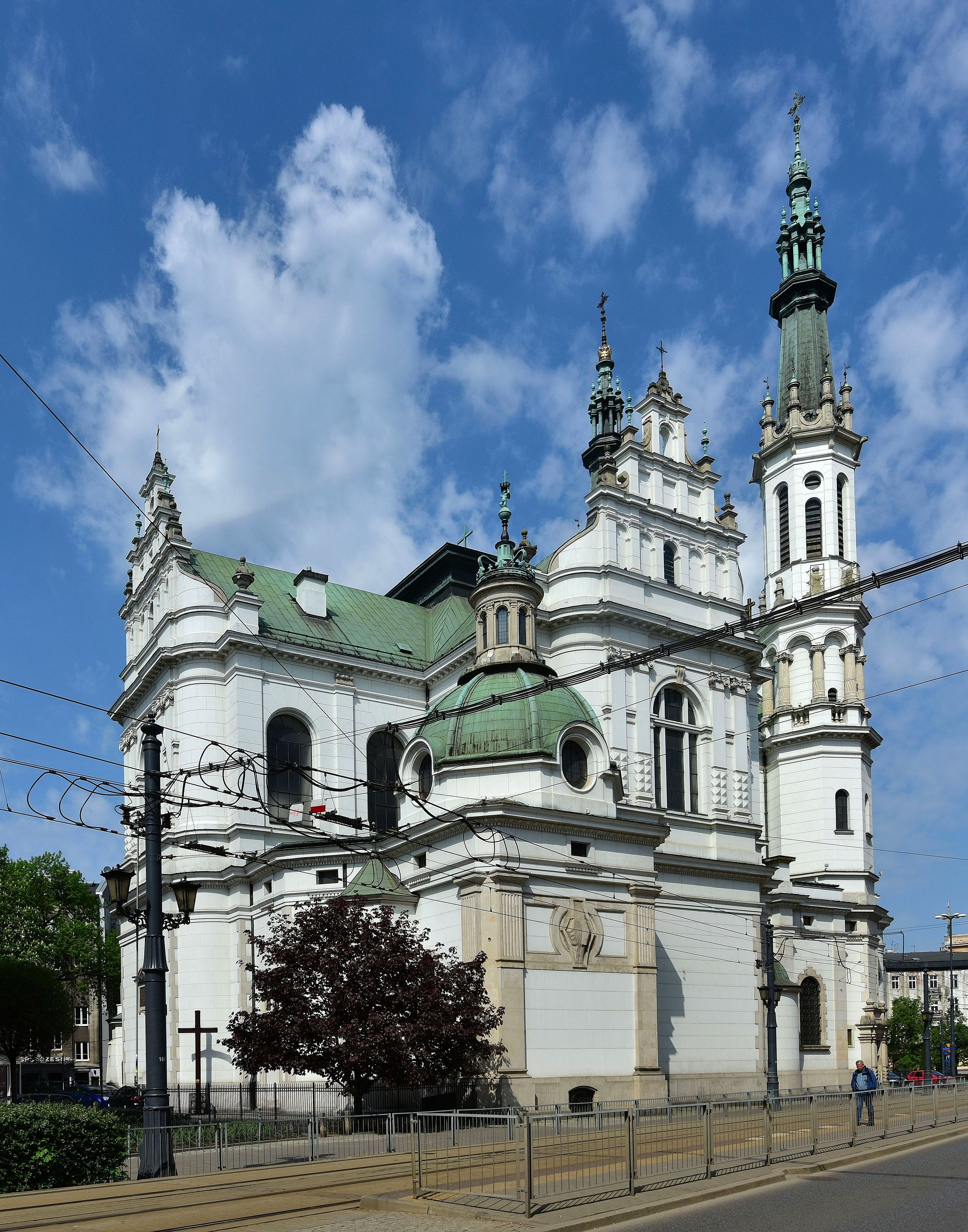
Костёл Святого Спасителя